# Nadeschda (Schiff, 1800)

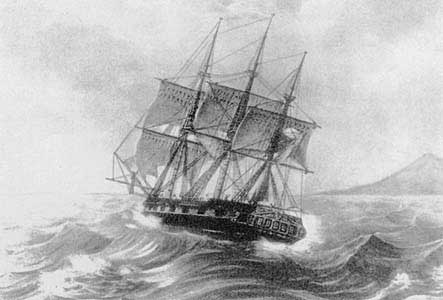
Segelschiff Nadeschda

Die Nadeschda (russisch Надежда, deutsch: Hoffnung) war eine 450-Tonnen-Handelsfregatte, die 1803 von Teilnehmern der ersten russischen Weltumsegelung unter Adam Johann von Krusenstern in London gekauft wurde. Von Krusenstern wählte sie als Flaggschiff für die von ihm geleitete Weltumsegelung. Das Schiff war ein Dreimast-Vollschiff. Vermutliches Baujahr war 1800.

## Weltumsegelung
Auf Befehl von Zar Alexander I. zur Weltumsegelung verließ das Schiff seinen Ausgangshafen Kronstadt, zusammen mit dem Schwesterschiff Newa am 7. August 1803. Offiziere waren u. a. die Brüder Otto und Moritz von Kotzebue. Die Reise führte zunächst nach Kopenhagen, wo die Wissenschaftler Wilhelm Gottlieb Tilesius von Tilenau und Georg Heinrich von Langsdorff an Bord gingen. Weitere Stationen waren Teneriffa und Santa Catarina an der brasilianischen Ostküste (heute Florianópolis). Die Nadeschda umsegelte Kap Hoorn am 3. März 1804, machte Station auf den Marquesas-Inseln (den damaligen Washington-Inseln), auf Hawaii und der Halbinsel Kamtschatka. Auf der Überfahrt nach Japan überstand sie Ende September 1804 nur leicht beschädigt einen Taifun. Danach lag sie lange Zeit auf Reede vor Nagasaki. Das Schiff diente der Erkundung und Kartografierung von Kamtschatka, den Kurilen, Japans und des Chinesischen Meers. Die Rückreise erfolgte über die Sundastraße und das Kap der Guten Hoffnung sowie St. Helena nach Kronstadt, wo die Nadeschda am 19. August 1806 kaum beschädigt und mit fast vollständiger Besatzung wieder in den Hafen einlief.

## Trivia
Im Münster-Tatort des WDR wirkte von 2002 bis 2020 eine Kriminalkommissarin „Nadeshda Krusenstern“ als Assistentin von Kommissar Thiel (gespielt von Friederike Kempter).